# 曲下镇
曲下镇（藏語：ཆུ་ཤར་），是中国西藏自治区日喀则地区拉孜县下辖的一个乡镇级行政单位。

## 行政区划
曲下镇共辖以下地区：
曲下村、吉如村、土林村、德林村、桑珠村、乃萨村、拉曲村、木村、鲁如村。